# Пепе Јулијан Онзиема
Пепе Јулијан Онзиема (енгл. Pepe Julian Onziema; Кампала, 30. новембар 1980) је угандски активиста за права ЛГБТ особа.